# Паспортная карта США
Паспортная карта США (англ. United States Passport Card) — документ, удостоверяющий гражданство США и являющийся ограниченным проездным документом, выдаваемый Государственным департаментом Соединённых Штатов в размере кредитной карты. Паспортная карта выдаётся в соответствии со стандартами для документов, удостоверяющих личность, установленными Законом о реальном удостоверении личности. Паспортная карта также позволяет её владельцам путешествовать внутренними воздушными рейсами в пределах Соединённых Штатов, а также путешествовать по суше и морю в пределах Северной Америки. Однако при этом паспортную карту нельзя использовать для международных авиаперелётов. Карта производится компанией «L-1 Identity Solutions».
Заявки на получение карт стали приниматься с 1 февраля 2008 года, а их производство началось 14 июля 2008 года. По состоянию на 2020 год гражданам США было выдано более 22 миллионов паспортных карт.

## История
В результате терактов 11 сентября 2001 года Соединённые Штаты начали принимать ряд мер по усилению безопасности своих границ и своих документов, удостоверяющих личность. Одним из результатов этого стала Инициатива путешествий по Западному полушарию (WHTI), которая требует с 2007 года использовать меньшее и более безопасное количество документов, удостоверяющих личность и гражданство, для облегчения идентификации и пересечения международных границ. До этого для пересечения границы было разрешено множество различных типов документов, включая свидетельства о рождении, выданные тысячами различных органов власти в Соединённых Штатах и Канаде. После введения WHTI гражданам США для поездок в зарубежные страны необходимо получить паспорт гражданина США. Чтобы предложить менее дорогую и более портативную альтернативу приграничным общинам и частым путешественникам, была разработана паспортная карта.
В целях повышения эффективности на сухопутных переходах паспортная карта также включает считываемый поблизости радиочастотный идентификационный чип с уникальным идентификационным номером, привязанным к правительственным базам данных. В отличие от паспортной книжки, RFID-чип в паспортной карточке предназначен для считывания на большом расстоянии, что позволяет пограничным агентам получать доступ к информации о путешественниках, прежде чем они подъедут к пункту досмотра. В то время как биометрический паспорт содержит чип, содержащий всю информацию путешественника в электронном формате, RFID-чип в паспортной карточке не содержит никакой личной информации, кроме идентификационного номера, который используется для поиска записей в защищённых государственных базах данных. Чтобы предотвратить считывание RFID-чипа, когда карта не используется, паспортная карта поставляется с чехлом, предназначенным для блокировки RFID, находясь внутри.

## Применение
Паспортные карты США можно использовать для въезда в Соединённые Штаты при пересечении сухопутных границ и морских пунктах въезда. Карта также используется для въезда по суше или по водной поверхности в Канаду, Мексику (до 20-30 км от границы), Бермудские острова и Карибский бассейн. Паспортную карту нельзя использовать для авиаперелётов в эти страны или в другие страны. Помимо того, что паспортная карта не может использоваться для международных авиаперелётов, она рассматривается как паспорт для всех других целей. Паспортная карта США наряду с паспортом может использоваться в качестве основного доказательства гражданства США и удостоверения личности как внутри, так и за пределами США.
В соответствии с Законом о реальном удостоверении личности паспортная карта принимается для федеральных целей (например, для внутренних авиаперелётов или входа в федеральные здания), что может сделать её выгодным вариантом для людей, чьи водительские права и удостоверения личности не соответствуют настоящим удостоверениям личности, когда эти требования вступает в силу 3 мая 2023 года. В правилах Администрации транспортной безопасности паспортная карта указывается в качестве допустимого документа, удостоверяющего личность, на контрольно-пропускных пунктах аэропорта.
Служба гражданства и иммиграции США указала, что паспортная карта США может быть использована в процессе проверки права на трудоустройство по форме I-9. Паспортная карточка считается документом «Списка А», который может быть представлен вновь нанятыми сотрудниками в процессе проверки права на трудоустройство для подтверждения статуса разрешенного к работе. «Список А» — это документы, которые используются сотрудниками для подтверждения личности и разрешения на работу при заполнении формы I-9.
В некоторых странах законы требуют, чтобы иностранные посетители и (или) все взрослые всегда имели при себе официальное удостоверение личности. Ношение паспортной карты может соответствовать требованиям местных правоохранительных органов без рисков, связанных с ношением паспортной брошюры. По сравнению с государственными удостоверениями личности и водительскими правами, паспортная карта является более универсальной. Она отформатирована в соответствии со стандартами машиносчитываемых документов Международной организации гражданской авиации, которые используются в удостоверениях личности по всему миру. Кроме того, в отличие от государственных водительских прав, в которых может даже не указываться страна, паспортная карточка содержит слова «Соединённые Штаты Америки» в заголовке. Карта также содержит национальные символы, такие как флаг США, на заднем плане, в отличие от символов штатов на водительских правах. Поскольку люди за границей могут быть знакомы не со всеми штатами США, упор в паспортной карте на то, что они из США, делает его более понятным в этом отношении.

## Срок действия и сборы
Срок действия паспортной карты такой же, как и у паспортной книжки: 10 лет для лиц от 16 лет и старше, 5 лет для детей до 16 лет. По состоянию на 9 апреля 2018 года плата за продление срока действия паспортной карты для подходящих заявителей (только для взрослых, по почте) составляет 30 долларов США. Лица, подающие заявку впервые, и те, кто подаёт заявку лично, также должны оплатить сбор за обработку в размере 35 долларов США, общая сумма которого составляет 65 долларов США. Паспортные карточки для детей необходимо оформлять лично; общая стоимость составляет 50 долларов США, включая плату за обработку в размере 35 долларов США.
Взрослые, у которых уже есть полностью действительная паспортная книжка, могут заплатить сбор в размере 30 долларов США за подачу заявки на получение карты с использованием формы продления паспорта, независимо от того, когда истекает срок действия паспортной книжки.
Гражданину разрешается иметь при себе как паспортную карточку, так и паспортную книжку. И то, и другое может быть подано одновременно, заплатив соответствующие сборы за каждый паспорт, плюс единый сбор за обработку в размере 35 долларов США для начинающих и других заявителей лично.